# Mark Morton
Mark Morton, detto Duane (Richmond, 25 novembre 1972), è un chitarrista statunitense.
Milita nel gruppo musicale groove metal Lamb of God, con il quale ha pubblicato nove album. È una delle menti creative del gruppo, nel quale ha portato l'elemento più blues e southern, oltre alla connotazione thrash metal e groove, e ha composto pezzi come Remorse is for the Dead, Vigil, Descending, Walk With Me in Hell, Redneck e Now You've Got Something to Die For.
Ha annunciato nel settembre 2011 la sua collaborazione con il cantante dei DevilDriver, Dez Fafara, con il quale ha composto due pezzi, Nowhere Fast e Dust, in un progetto chiamato Born of the Storm. Ha pubblicato anche una traccia auto-prodotta, To Make Sure.

## Strumentazione

### Chitarre
- Jackson Mark Morton Dominion
- Jackson RR5 (usata raramente, utilizzata nella registrazione di Ruin)
- Jackson King V (usata solo durante la registrazione di New American Gospel)
- Jackson USA Custom Shop Swee-Tone
- Jackson Warrior
- Jackson Soloist (usata nel No Fear Energy Tour del 2009)
- Jackson Adrian Smith San Dimas DK (utilizzata nel No Fear Energy Tour)
- Gibson Les Paul Standard Gold
- Framus Renegade Pro (con il pick up al manico rimosso)
- Framus Camarillo Custom
- Jackson RR24
- JAW Custom Les Paul Style
- Jackson Soloist Custom (costruita originariamente per Joe Duplantier dei Gojira, vista nel video di Desolation)

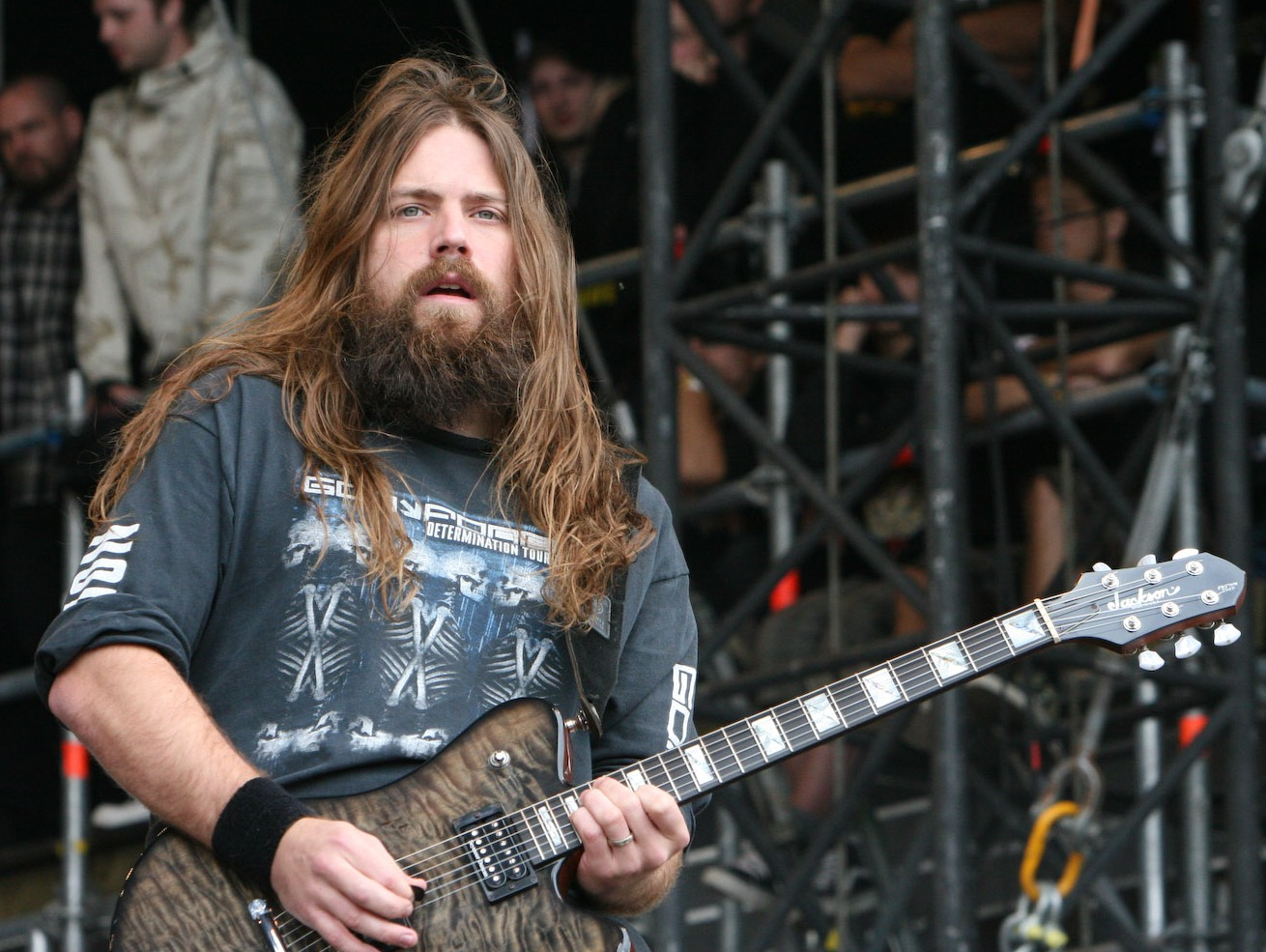
Morton con i Lamb of God nel 2007

### Amplificatori e Casse
- Amplificatore Mesa Boogie Mark IV Amp
- Mesa Boogie Royal Atlantic
- 9 Casse Mesa Boogie 4x12
- Testata Marshall Amplification Hot-Rodded (usata solo in Wrath)
- Casse Marshall Amplification 4x12 (usate solo in Wrath)
- Casse Orange Amplification 4x12 (usate solo in Wrath)

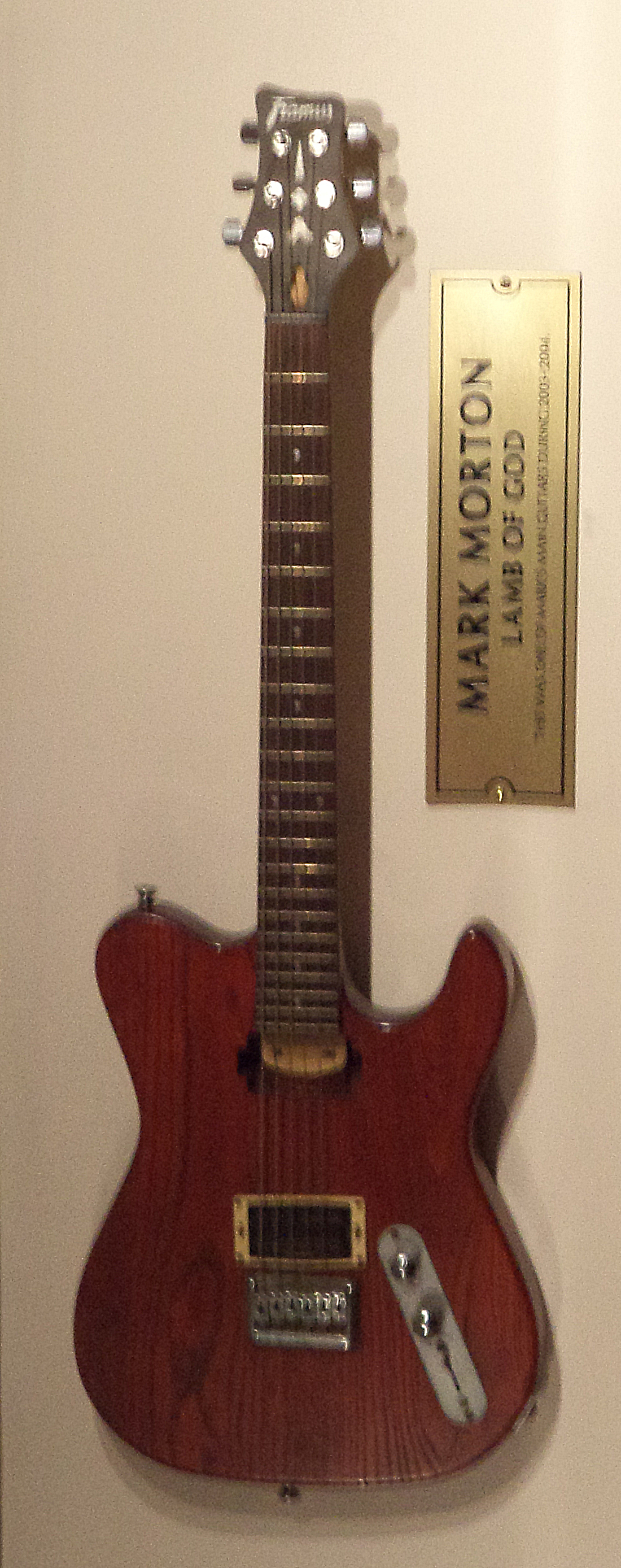
Una Framus Renegade Pro, usata da Morton con i Lamb of God

- Amplificatore Mesa Boogie Mark V

### Accessori
- Pickups DiMarzio Dominion and Breed
- Sennheiser Wireless System
- Boss TU-2 Chromatic Tuner
- Boss NS-2 Noise Gate
- Dunlop Crybaby Wylde Wah
- Dunlop Crybaby Rack
- MXR EVH Phase 90
- Dunlop Crybaby JC95 Jerry Cantrell Wah
- MXR Kerry King 10 Band EQ
- MXR Carbon Copy Delay
- Way Huge Green Rhino Overdrive
- Rocktron Hush Super C
- DBX 266xl Compressor/Gate
- GHS Boomer Strings 10-48
- Plettri Dunlop Tortex 1.14 mm

## Discografia

### Da solista
Album in studio
- 2019 – Anesthetic

EP
- 2020 – Ether

### Con i Lamb of God
- 1998 – Burn the Priest (come Burn the Priest)
- 2000 – New American Gospel
- 2003 – As the Palaces Burn
- 2004 – Ashes of the Wake
- 2006 – Sacrament
- 2009 – Wrath
- 2012 – Resolution
- 2015 – VII: Sturm und Drang
- 2018 – Legion: XX (come Burn the Priest)
- 2020 – Lamb of God

### Collaborazioni
- 2002 – Avail – Front Porch Stories
- 2002 – Today Is the Day – Sadness Will Prevail
- 2007 – Necro – Suffocated to Death by God's Shadow (da Death Rap)
- 2011 – Jamey Jasta – Death Bestowed (da Jasta)
- 2013 – GWAR – Battle Maximus (da Battle Maximus)